# Diores milloti
Diores milloti är en spindelart som beskrevs av Rudy Jocqué 1990. Diores milloti ingår i släktet Diores och familjen Zodariidae.
Artens utbredningsområde är Madagaskar. Inga underarter finns listade i Catalogue of Life.